# Онамадзу

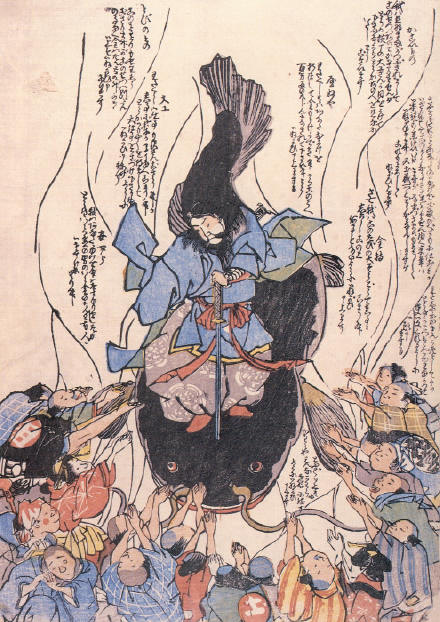
Касима, держащий Онамадзу под контролем

Онамадзу (яп. 大鯰 — «большой сом») или просто намадзу (яп. 鯰 — «сом») — гигантский сом в поздней японской мифологии, который вызывает землетрясения. Он живёт в грязи под Японскими островами и охраняется богом Такэмикадзути (он же Касима-но ками), который сдерживает его гигантским камнем. Когда Касима ослабляет свою бдительность, Онамадзу мечется, вызывая сильные колебания земли. Также именуется Дзисин-Уо (яп. 地震魚, «рыба землетрясений»). Возникновение мифа о гигантском соме напрямую связано с традицией японцев одухотворять природные вещи и рукотворные объекты. Вера в сома возникла в синтоистском святилище Касима, где первоначально почитались божества грозы и судоходства.

## Описание
Сом лежит, вытянувшись с юга на север, либо от севера до юга. Считается, что его голова расположена возле города Киото, а хвост — у Аомори. Ряд учёных заявили, что он должен быть расположен как раз наоборот, так как на юге Японии землетрясения более часты, что можно «объяснить» движениями хвоста сома. Избавиться от сома якобы можно было, разбив его голову священным камнем из святилища. Жители острова были убеждены, что камень придавит сома своей тяжестью таким образом, что он будет обездвижен и не сможет вызвать землетрясение.
Пусть дрожит земля —
Пока бог Касима здесь,
Камню нашему на месте быть!Народная песня

## История
До конца XVIII века образ Онамадзу исключительно с землетрясениями прочно не ассоциировался. После землетрясения вблизи Эдо (современный Токио) в 1855 году (одного из Великих землетрясений Ансэй) Онамадзу стали почитать в качестве «ёнаоси даймёдзин» (бога исправления мира). Землетрясение произошло во время десятого лунного месяца — время съезда всех синтоистских божеств в провинцию Идзумо. Поэтому месяц получил название каннадзуки — «месяцем без божеств». После того, когда все боги покинули остров, сом воспользовался ситуацией, ударив хвостом, в результате чего, по оценкам источников того периода, произошло землетрясение, унёсшее с собой жизни более 100 000 человек. Сразу после землетрясения выходят «намадзу-э» — картинки с сомом, в которых показывается, как Онамадзу вызывает землетрясение.
В период Мэйдзи и на протяжении эры Тайсё стали популярны намадзу-э (гравюры укиё-э с изображением сома). Эти гравюры обычно не подписаны и охватывают большое разнообразие сцен, где Онамадзу, например, под страхом землетрясения принуждает богатых выделять средства для помощи бедным, или раскаивается в содеянных разрушениях; аллегорически образ Онамадзу представлял также карикатуру на чиновников, выставляющих напоказ свою спесь и занимающихся интригами.
Отношение к сому населения Японии было двояким. Бедные слои населения верили в то, что сом является карой богатым, нажившим свои сокровища бесчестными способами. Землетрясения, которые создавал сом, по верованиям многих, разрушали не только сам город, но и условия жизни, и равняли бедных с богатыми.

## Трактовка
Некоторые исследователи считают, что эта история происходит от способностей сома заранее (порой за 24 часа) ощутить небольшие толчки, которые происходят перед многими землетрясениями, и проявлять необычное беспокойство в таких случаях. Предполагается, что эта внезапная активность рыб перед землетрясениями была замечена людьми ещё в древние времена, и в японском народе распространилось поверье, что землетрясения является результатом деятельности гигантского сома.

## Современное культурное влияние

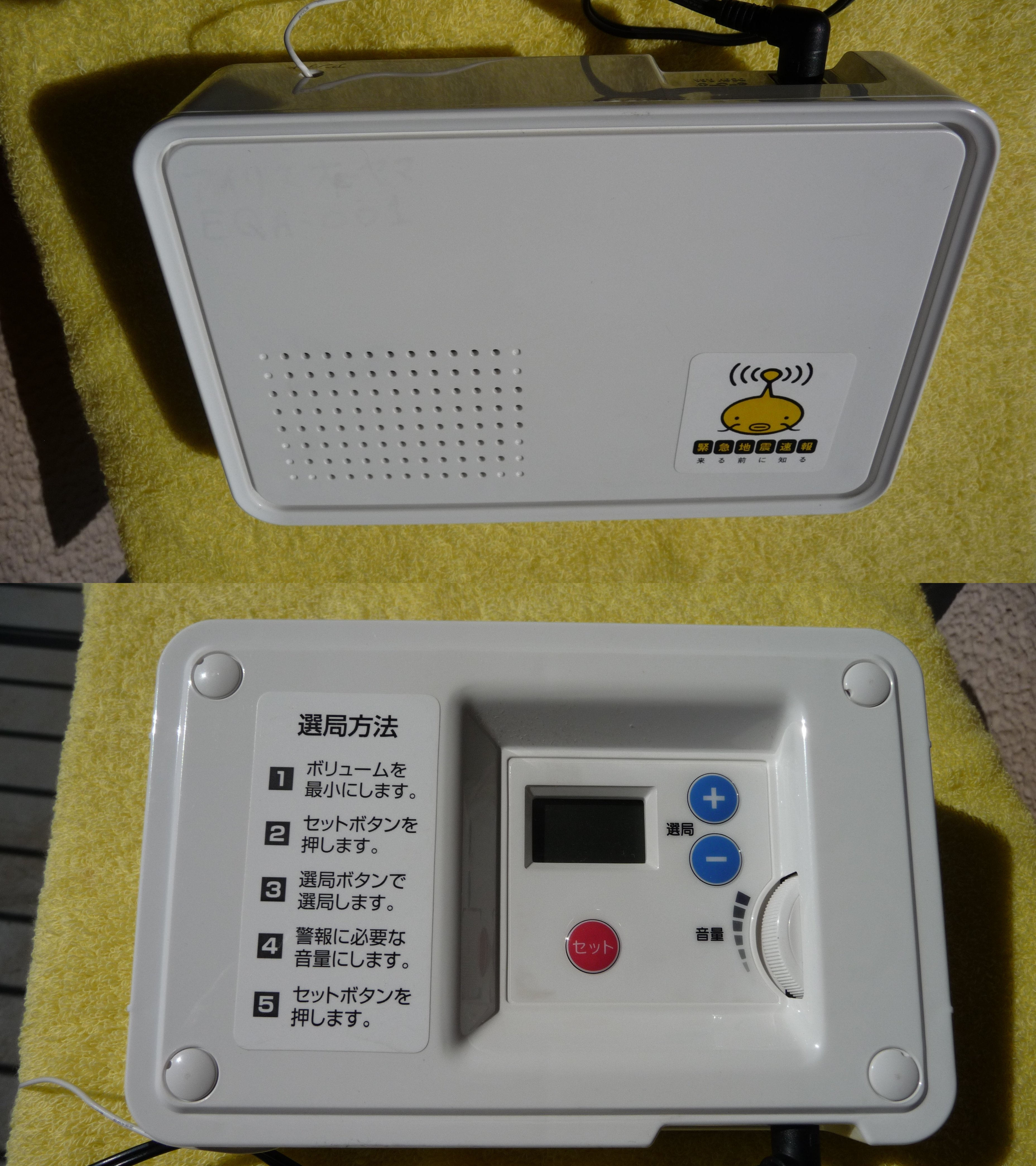
FM-радиоустройство раннего предупреждения землетрясений, с эмблемой от Японского метеорологического агентства (жёлтый сом с передающей антенной)

Изображения сома используются японскими службами, связанными со стихийными бедствиями. В частности, логотип сома принят Японским метеорологическим агентством, эмблемы сома помещаются на устройства раннего предупреждения землетрясений.
Также образ Онамадзу повлиял на появление покемона Вискаша (отсюда и его японское имя «Намадзун»). Подобно Онамадзу, он является сомом, имеет шрам на лбу и владеет мастерством сейсмических атак. Показ эпизода с участием сома-монстра был в Японии перенесён, поскольку его передача в эфир планировалась вскоре после землетрясения.